# Ill Communication
Ill Communication es el cuarto álbum de estudio de los Beastie Boys. Fue lanzado el 31 de mayo de 1994 vía Grand Royal Records. Fue remasterizado y puesto a disposición en el sitio web de los Beastie Boys el 7 de julio de 2009. Fue su segundo álbum número 1 en las listas del Billboard, debido al éxito de la canción "Sabotage", que fue acompañada por un video musical (producido por Spike Jonze) que parodió a los policías de los setenta. El álbum también fue su segundo disco de triple platino.

## Grabación
Ill Communication fue coproducido por Beastie Boys y Mario C., con contribuciones musicales de Money Mark, Eric Bobo y Amery "AWOL" Smith, colaboraciones vocales de Q-Tip y Biz Markie. Mike D y Adam Yauch colaboran con Gibran Evans de T.A.Z. para crear el empaque del álbum y elegir la foto de portada tomada por Bruce Davidson. La tipografía dibujada a mano fue creada por el diseñador Jim Evans específicamente para Ill Communication, y fue utilizada a lo largo de la promoción del álbum. Las canciones "Tough Guy" y "Heart Attack Man" muestran a los Beastie Boys regresando a sus raíces hardcore punk, de estilo similar al EP Polly Wog Stew de 1982.

### Recepción
- Rolling Stone - Incluido en la lista "Grabaciones esenciales de los años 90".[8]

- Spin - Puesto #19 en lista de los "20 mejores álbumes del '94'".[9]

- Q - Incluido en la lista "90 mejores álbumes de la década de 1990".[10]

- The Village Voice - Puesto #15 el la Village Voice's Jazz & Pop Critics Poll de 1994.[11]

- Mojo - Puesto #54 en la lista "100 clásicos modernos".[12]

- NME - Puesto #3 en la lista "Top 50 álbumes de 1994".[13]

## Lista de canciones
Todas las canciones escritas por Beastie Boys y Rick Rubin, excepto donde se indique
1. "Sure Shot" (Beastie Boys/Caldato/DJ Hurricane) – 3:19
2. "Tough Guy" (AWOL/Beastie Boys) – 0:57
3. "B-Boys Makin' with the Freak Freak" – 3:36
4. "Bobo on the corner" (Beastie Boys/Bobo/Money Mark) – 1:13
5. "Root Down" – 3:32
6. "Sabotage" – 2:58
7. "Get It Together" (feat. Q-Tip) (Beastie Boys/Davis) – 4:05
8. "Sabrosa" (Beastie Boys/Bobo/Money Mark) – 3:29
9. "The Update" (Beastie Boys/Caldato/Money Mark) – 3:15
10. "Futterman's Rule" (Beastie Boys/Money Mark) – 3:42
11. "Alright Hear This" – 3:06
12. "Eugene's Lament" (Beastie Boys/Bobo/Gore/Money Mark) – 2:12
13. "Flute Loop" (Beastie Boys/Caldato/Klemmer) – 1:54
14. "Do It" (feat. Biz Markie) (Beastie Boys/Caldato/Money Mark) – 3:16
15. "Ricky's Theme" (Beastie Boys/Bobo/Money Mark) – 3:43
16. "Heart Attack Man" (AWOL/Beastie Boys) – 2:14
17. "The Scoop" (Beastie Boys/Caldato) – 3:36
18. "Shambala" (Beastie Boys/Bobo/Money Mark) – 3:40
19. "Bodhisattva Vow" (Beastie Boys/Caldato) – 3:08
20. "Transitions" (Beastie Boys/Money Mark) – 2:31

### Bonus tracks japonés
1. "Dope Little Song" - 1:51
2. "Resolution Time" - 2:49
3. "Mullet Head" - 2:52
4. "The Vibes" - 3:06

### Disco bonus de la edición remasterizada 2009
1. "Root Down (Free Zone Mix)" - 3:49
2. "Resolution Time" - 2:49
3. "Get It Together (Buck-Wild Remix)" - 4:18
4. "Dope Little Song" - 1:50
5. "Sure Shot (European B-Boy Mix)" - 2:59
6. "Heart Attack Man (Unplugged)" - 2:22
7. "The Vibes" - 3:07
8. "Atwater Basketball Association File No. 172-C" - 1:27
9. "Heart Attack Man (live)" - 2:10
10. "The Maestro (live)" - 3:16
11. "Mullet Head" - 2:53
12. "Sure Shot (European B-Boy Instrumental)" - 2:58

## Sencillos
1. "Sabotage": 28 de enero de 1994
2. "Get It Together": 1994
3. "Sure Shot": 31 de mayo de 1994
4. "Root Down": 1995

## Créditos de los samples
- "Sure Shot"
  - "UFO" de ESG
  - "Rock the House" de Run-D.M.C.
  - "Howling for Judy" de Jeremy Steig
  - "The Funny Sides of Moms Mabley, Pt. 1" de Moms Mabley
- "B-Boys Makin' with the Freak Freak"
  - "Beat Bop" de Rammelzee vs. K-Rob
  - "That Ain't My Finger" de Mantan Moreland
- "Root Down"
  - "Root Down (And Get It)" de Jimmy Smith
  - "The Show" de Doug E. Fresh & Slick Rick (no acreditado)
- "Get It Together"
  - "Inside-Looking Out" de Grand Funk Railroad
  - "Nothing is the Same" de Grand Funk Railroad
  - "Aquarius/Let the Sunshine In" de Moog Machine
  - "Four Play" by Fred Wesley and the Horny Horns
  - "Headless Heroes" de Eugene McDaniels
- "The Update"
  - "Children of the Earth Flames" de John Klemmer
- "Alright Hear This"
  - "Hey DJ" de The World's Famous Supreme Team
  - "Samba de Amor (Fantasy)" de Yusef Lateef
  - "It's Nasty (Genius of Love)" de Grandmaster Flash and the Furious Five
- "Flute Loop"
  - "Flute Thing" de Blues Project
  - "Dub Revolution" de Lee Perry
- "The Scoop"
  - "Atma-Tomorrow" de Michał Urbaniak
  - "Jacob's Ladder" de Cedar Walton, Jr.
  - "Tough" de Kurtis Blow
- "Bodhisattva Vow"
  - "Kissing My Love" de Afrique

## Personal
- Beastie Boys – grupo, producción
- Mario Caldato, Jr. - productor
- John Klemmer - samples
- Adam "Ad-Rock" Horovitz - voz, guitarra
- Michael "Mike D" Diamond - voz, batería
- Adam "MCA" Yauch - voz, bajo eléctrico, doble bajo
- Eugene Gore - violín
- Eric Bobo - percusión
- Amery Smith - batería
- "Keyboard Money Mark" Nishita - teclados, órgano
- Q-Tip - voz
- Biz Markie - voz

## Posiciones en las listas

### Álbum
| Año  | Chart                  | Posición |
| ---- | ---------------------- | -------- |
| 1994 | Billboard 200          | 1        |
| 1994 | Top R&B/Hip-Hop Albums | 2        |

### Sencillos
| Año                     | Sencillos         | Chart                              | Posición |
| ----------------------- | ----------------- | ---------------------------------- | -------- |
| 20 de diciembre de 1993 | "Get It Together" | Hot Dance Music/Maxi-Singles Sales | #5       |
| 14 de marzo de 1994     | "Sabotage"        | Modern Rock Tracks                 | #18      |
| 31 de mayo de 1994      | "Sure Shot"       | Hot Dance Music/Maxi-Singles Sales | #48      |
| 6 de marzo de 1995      | "Root Down"       | Billboard Hot 100                  | #50      |